# Naturschutzgebiet Mittleres Negertal
Das Naturschutzgebiet Mittleres Negertal ist ein 8,7 ha großes Naturschutzgebiet (NSG) nördlich von Siedlinghausen im Stadtgebiet von Winterberg. Das Gebiet wurde 2008 mit dem Landschaftsplan Winterberg durch den Hochsauerlandkreis als (NSG) ausgewiesen. Das NSG umfasst die Tallagen der Neger mit ihrem Grünland nördlich des Ortsrands von Siedlinghausen bis zum Stausee im Tal. An der NSG-Südspitze ist ein Bereich nur temporär, also zeitweilig, als NSG ausgewiesen. Mit der Realisierung des hier bestehenden Bebauungsplanes ist die NSG-Ausweisung hinfällig.

## Beschreibung
Es handelt sich beim NSG um den Bach Neger und die Flussaue. Am Bach stehen zumeist Erlen und andere Gehölze. Auch Pestwurzfluren sind am Bach zu finden. In der Aue liegt sonst nur Grünland. Das Grünland wird meist mit Rindern beweidet und als Mähwiese genutzt. Am See liegt eine brachgefallene Feuchtgrünlandparzelle.
Die Neger fließt hier als breiter, mäandrierender Mittelgebirgsbach mit wechselnder Strömungsgeschwindigkeit und einem steinigen Bett. Örtlich finden sich Uferabbrüche. Am Bach kommen Wasseramsel und Gebirgsstelze sowie in der Neger selbst Flutender Wasserhahnenfuß vor. Die großen Steine des Bachbetts werden von submersen Moosen besiedelt. Am linken Prallhang sind am Hangfuß sickerfeuchte Bereiche mit Quellfluren vorhanden. Am Hang ist eine mit Einzelsträuchern bewachsene Magerwiese in das NSG einbezogen wurde.

## Schutzzweck
Die Ausweisung erfolgte laut Landschaftsplan zur: „Erhaltung und Optimierung eines artenreichen Biotopmosaiks aus Mager- und Feuchtgrünland unterschiedlicher Nutzungsintensität in Verbindung mit einem naturnahen Abschnitt des Neger-Bachlaufs als Lebensräume von teilweise seltenen und gefährdeten Tier- und Pflanzenarten; Sicherung und Extensivierung der überkommenen Grünlandnutzung auf landwirtschaftlich suboptimalen Standorten durch Vertragsangebote zur Erhaltung und Verbesserung die-ser Lebensgemeinschaften.“